# Mausoleu de l'Imam al-Hussayn
El mausoleu de l'imam al-Hussayn, també santuari d'al-Hussayn ibn Alí (àrab: مقام الامام الحسين, maqām al-imām al-Ḥusayn), és un important mausoleu de Karbala, a l'Iraq, que inclou una mesquita, una de les més antigues del món, i que és lloc de peregrinació per als musulmans xiïtes.
El mausoleu es troba a la ciutat de Karbala i conserva al seu interior la tomba de l'imam al-Hussayn ibn Alí ibn Abi-Tàlib, el segon net de Mahoma, a prop del lloc on l'assassinaren durant la batalla de Karbala l'any 680. És considerat un dels grans llocs de peregrinació del xiisme, després de la Meca i Medina. A prop hi ha el mausoleu del seu germà al-Abbàs, també lloc de peregrinació dels xiïtes.
El mausoleu destaca sobretot per la cúpula i els dos grans minarets daurats. A dins, sota la cúpula, hi ha la tomba d'al-Hussayn ibn Alí. Cada any milions de persones vingudes de tot l'Iraq i d'altres estats visiten el mausoleu, sobretot duran l'Aixura, que celebra l'aniversari de la mort d'al-Hussayn ibn Alí.

## Història
El primer edifici el va construir el 684 al-Mukhtar Abu-Ubayd ibn ath-Thaqafí. El lloc es va convertir en un lloc de peregrinació, malgrat les prohibicions i les temptatives d'intimidació dels califes omeies i abbàssides. Els omeies marwànides s'acarnissaren especialment a «extirpar l'heretgia» xiïta, utilitzant molt sovint la força. La tomba i els seus annexos foren destruïts pel califa abbàssida al-Mutawàkkil el 850-851, i les peregrinacions xiïtes foren prohibides, però les tombes de Karbala i Najaf les va reconstruir l'emir buwàyhida Àdud-ad-Dawla el 979-980. Després, les autoritats sunnites hi «van tolerar» el pelegrinatge amb més o menys permisivitat.
El 1016, l'edifici va patir un greu incendi. El visir al-Hàssan ibn Fadl n'ordenà la reconstrucció poc després. Aquest edifici, que és el que encara ara existeix, fou ampliat i embellit moltes vegades, sobretot amb els governs d'an-Nàssir (1223) i d'Uways ibn Hàssan al-Jalayirí (1365). Els minarets es dauraren uns pocs anys més tard, sota Àhmad ibn Uways (1384).
A petició del xa safàvida Ismaïl I es va fer un nou sarcòfag el 1514. L'edifici va ser restaurat i embellit per Abbas I el Gran (1622) i després per Nàdir-Xah Afxar (1742). El 1796, Agha Muhàmmad Khan Qajar va finançar el recobriment amb pa d'or de la cúpula. El 1801 o 1802, el mausoleu fou danyat per tribus beduïnes sunnites, encapçalades pel wahhabita Abd-al-Aziz ibn Muhàmmad ibn Saüd. Fat·h-Alí Xah Qajar finançà la restauració del mausoleu.
L'edifici fou danyat de nou al 1991 durant un aixecament de la població xiïta contra el règim del president Saddam Hussein. Calgueren tres anys de treballs per a restaurar el santuari.
El santuari ha estat l'objectiu de molts atacs després de la invasió de l'Iraq (2003), en el marc de les tensions entre sunnites i xiïtes. El 2 de març del 2004, un primer atac suïcida es perpetrà en plena celebració de l'Aixura i matà 85 persones. El 15 de desembre d'aqueix any, una bomba col·locada a prop d'una porta del mausoleu matà set persones i en va ferir greument 31. El 5 de gener del 2006, un nou atac contra xiïtes matà 60 persones a prop del mausoleu. El 14 d'abril del 2007, un altre atac provocà la mort de 36 persones. El 17 de març del 2008, una dona s'immolà a prop del santuari i matà 43 persones. Més atacs es van perpetrar de nou l'11 de setembre del 2008, el 12 de febrer del 2009 i al febrer del 2010 (1, 3 i 5 de febrer).